# Exocentrus gambiensis
Exocentrus gambiensis là một loài bọ cánh cứng trong họ Cerambycidae.